# 德賴倫德雷克山 (卡拉萬克斯山脈)

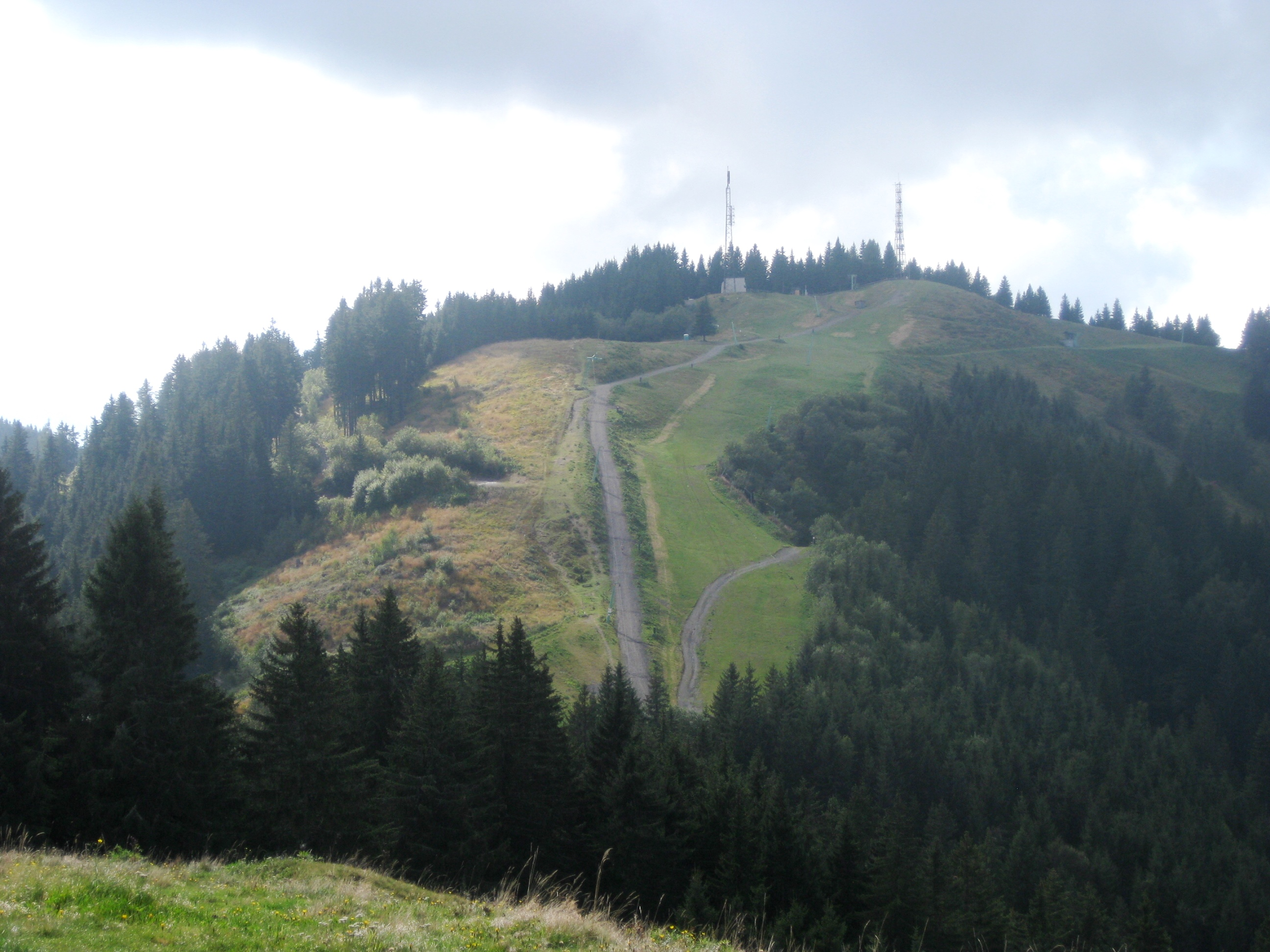

46°31′23″N 13°42′51″E / 46.5230°N 13.7141°E
德賴倫德雷克山（德語：Dreiländereck），是中歐的山峰，位於意大利、奧地利和斯洛文尼亞接壤的邊境，屬於卡拉萬克斯山脈的一部分，海拔高度1,508米。